# Тысяча вторая сказка Шехерезады
«Тысяча вторая сказка Шехерезады» (в первом переводе на русский язык — «Тысяча вторая ночь»; англ. The Thousand-and-Second Tale of Scheherazade ) — рассказ Эдгара Аллана По, впервые опубликованный в 1845 году в журнале Godey's Magazine and Ladi's Book. Окончательный вариант рассказа увидел свет в октябре того же года в журнале Godey's Lady's Book.